# Hercovka (usedlost v Libni)
Usedlost Hercovka v Libni v Praze 8 se nachází v ulici U Hercovky, uprostřed sadů pod svahem severně od dolního konce ulice V Holešovičkách. Ve starém katastru Holešoviček měla čp. 119. Je chráněna jako kulturní památka České republiky.

## Historie
Původně bývaly v okolí vinice, na kterých v 18. století vznikla viniční usedlost. Roku 1741 zdědila vinici s budovami Veronika Hubatiová, provdaná Herzogová. Na počátku 19. století vlastnil usedlost se zahradou o velikosti 161 sáhů Matěj Hlinomaz, na konci 19. století pak Jan Mladějovský. Poté zde byla nějaký čas umístěna obecná škola. Roku 1925 byla obytná budova zvýšena o patro a přestavěna na vilu. Dochovala se pouze část klasicistních hospodářských budov.
V libeňské Hercovce pobýval ve svých posledních dnech básník S. K. Neumann, kterému roku 1975 odhalili na domě pamětní desku od sochaře Karla Lidického.

## Současnost
V současné době vila patří soukromé společnosti a bez využití chátrá. Okolí vily se často stávalo útočištěm narkomanů a lidí bez domova. Městská část Praha 8 se přes oficiální nesouhlas místních občanů již několikrát za podezřelých okolností snažila prodat také část pozemku kolem vily Hercovka stejné soukromé společnosti, která vlastní samotnou vilu. V této snaze ji nezbránil ani fakt, že vila je kulturní památkou, pozemek se dle návrhu metropolitního plánu má stát součástí centrálního parku Hercovka, který má propojit sever a jih tohoto území a dokonce ani to, že přes toto území vede důležitý biokoridor. Navíc pozemek byl městské části Praha 8 původně svěřen Magistrátem hl. města Prahy pod podmínkou, že městská část se zaváže pozemek nedělit, neprovádět na jinou fyzickou ani právnickou osobu a nebude měnit funkční využití pozemku PS (sady, zahrady a vinice).